# Tulsen
Tulsen är en sjö i Hedemora kommun i Dalarna och ingår i Dalälvens huvudavrinningsområde. Sjön har en area på 0,217 kvadratkilometer och ligger 117,2 meter över havet.

## Delavrinningsområde
Tulsen ingår i det delavrinningsområde (668153-150425) som SMHI kallar för Inloppet i Prästhyttsjön. Medelhöjden är 151 meter över havet och ytan är 8,13 kvadratkilometer. Räknas de 14 avrinningsområdena uppströms in blir den ackumulerade arean 96,75 kvadratkilometer. Lustån (Fiskbäcksån) som avvattnar avrinningsområdet har biflödesordning 2, vilket innebär att vattnet flödar genom totalt 2 vattendrag innan det når havet efter 146 kilometer. Avrinningsområdet består mestadels av skog (62 procent) och jordbruk (19 procent). Avrinningsområdet har 0,22 kvadratkilometer vattenytor vilket ger det en sjöprocent på 2,7 procent.